# Jonas Baumann (Skilangläufer)
Jonas Baumann (* 27. März 1990 in Lohn) ist ein ehemaliger Schweizer Skilangläufer.

## Werdegang
Baumann nahm bis 2010 an Juniorenrennen teil. Sein erstes Weltcuprennen lief er im Dezember 2009 in Davos, welches er mit dem 73. Platz über 15 km Freistil beendete. Bei den Schweizer Skilanglaufmeisterschaften 2011 gewann er Bronze im 20-km-Verfolgungsrennen. Von 2011 bis 2013 trat er vorwiegend beim Skilanglauf-Alpencup an. Dabei kam er dreimal aufs Podest, darunter ein Sieg, und errang in der Saison 2011/12 den dritten Platz in der Gesamtwertung. Bei der Tour de Ski 2012/13 und 2013/14 erreichte er den 58. und den 40. Platz. Seine besten Platzierungen bei den Olympischen Winterspielen 2014 in Sotschi waren der 24. Platz über 15 km klassisch und der siebte Platz mit der Staffel. Die Tour de Ski 2015 beendete er auf dem 22. Platz. Im Januar 2015 wurde er in Kandersteg Schweizer Meister über 15 km Freistil und im 15-km-Verfolgungsrennen. Seine besten Resultate bei den Nordischen Skiweltmeisterschaften 2015 in Falun waren der 18. Rang im 50-km-Massenstartrennen und der fünfte Rang mit der Staffel. Nach Platz 40 bei der Nordic Opening in Ruka zu Beginn der Saison 2015/16 belegte er den 20. Platz bei der Tour de Ski 2016 und den 26. Rang bei der Ski Tour Canada. In der Saison 2016/17 errang er den 55. Platz bei der Weltcup Minitour in Lillehammer und den 21. Platz bei der Tour de Ski 2016/17. Beim Saisonhöhepunkt, den nordischen Skiweltmeisterschaften 2017 in Lahti, kam er auf den 17. Platz über 15 km klassisch, auf den 13. Rang im Skiathlon und auf den vierten Platz mit der Staffel. Zum Saisonende belegte er beim Weltcup-Final in Québec den 28. Platz und erreichte den 46. Platz im Gesamtweltcup. Zu Beginn der Saison 2017/18 errang er den 24. Platz beim Ruka Triple und den 29. Platz bei der Tour de Ski 2017/18. Bei den Olympischen Winterspielen 2018 in Pyeongchang lief er auf den 39. Platz im Skiathlon und auf den 11. Rang mit der Staffel. Zum Saisonende kam er beim Weltcupfinal in Falun auf den 43. Platz und erreichte den 47. Platz im Gesamtweltcup.
In der Saison 2018/19 belegte Baumann den 40. Platz beim Lillehammer Triple und den 32. Rang bei der Tour de Ski 2018/19. Beim Saisonhöhepunkt, den nordischen Skiweltmeisterschaften 2019 in Seefeld in Tirol, lief er auf den 26. Platz im Skiathlon, auf den 14. Rang über 15 km klassisch und auf den achten Platz mit der Staffel. Ende März 2019 wurde er bei den Schweizer Meisterschaften in Engelberg im Sprint und im 50-km-Massenstartrennen jeweils Zweiter. Nach Platz 24 beim Ruka Triple zu Beginn der Saison 2019/20 errang er den 20. Platz bei der Tour de Ski 2019/20 sowie den 30. Platz bei der Skitour und erreichte damit den 39. Platz im Gesamtweltcup. In der folgenden Saison belegte er den 49. Platz beim Ruka Triple und den 28. Rang bei der Tour de Ski 2021. Zudem kam er bei den nordischen Skiweltmeisterschaften 2021 in Oberstdorf auf den 22. Platz im 50-km-Massenstartrennen und auf den 20. Rang im Skiathlon. In der Saison 2021/22 errang er bei der Tour de Ski 2021/22 den 18. Platz und bei den Olympischen Winterspielen 2022 in Peking den 16. Platz über 15 km klassisch, den 15. Platz im Skiathlon sowie den achten Platz im Teamsprint. Zudem wurde er dort zusammen mit Dario Cologna, Candide Pralong und Roman Furger Siebter in der Staffel. In der Saison 2022/23 gelang Baumann ein Top 20 Ergebnis, dies war beim 20 km Freistil Individualstart in Davos. Er nahm generell nur an acht Rennen teil und beendete die Tour de Ski nicht. Bei den nordischen Skiweltmeisterschaften 2023 in Planica war sein bestes Ergebnis ein 18. Platz im 30 km Skiathlon. In der Saison 2023/24 musste Baumann zuerst im Alpen Cup bei den Wettbewerben kurz vor der Tour de Ski in Trondheim sowie nach der Tour de Ski war Baumann wieder fester Bestandteil des Schweizer Teams. Am Ende schaffte es Baumann drei Mal in die Top 20. In der Saison 2024/25 errang Baumann 2 Top 20 Ergebnisse, jeweils in 20 km Massenstart. Beim 20 km Massenstart klassisch in Les Rousses wurde er Achter und beim 20 km Massenstart Freistil im Engadin Zwölfter. Dazu errang in der 4 × 5 km Mixed Staffel zusammen mit Anja Weber, Jason Rüesch und Nadine Fähndrich mit dem dritten Rang seinen einzigen Podestplatz im Weltcup. Bei den nordischen Skiweltmeisterschaften 2025 in Trondheim wurde er 20. im Skiathlon und gewann gemeinsam mit Cyril Fähndrich Jason Rüesch und Valerio Grond die Silbermedaille mit der Staffel. Bei seinem letzten Rennen, dem 50 km klassisch Massenstart in Lahti wurde er 22.

## Teilnahmen an Weltmeisterschaften und Olympischen Winterspielen

### Olympische Spiele
- 2014 Sotschi: 7. Platz Staffel, 24. Platz 15 km klassisch, 28. Platz 30 km Skiathlon
- 2018 Pyeongchang: 11. Platz Staffel, 39. Platz 30 km Skiathlon
- 2022 Peking: 7. Platz Staffel, 8. Platz Teamsprint klassisch, 15. Platz 30 km Skiathlon, 16. Platz 15 km klassisch

### Nordische Skiweltmeisterschaften
- 2015 Falun: 5. Platz Staffel, 18. Platz 50 km klassisch Massenstart, 30. Platz 30 km Skiathlon, 36. Platz 15 km Freistil
- 2017 Lahti: 4. Platz Staffel, 17. Platz 15 km klassisch
- 2019 Seefeld in Tirol: 8. Platz Staffel, 14. Platz 15 km klassisch, 26. Platz 30 km Skiathlon
- 2021 Oberstdorf: 20. Platz 30 km Skiathlon, 22. Platz 50 km klassisch Massenstart
- 2023 Planica: 8. Platz Staffel, 18. Platz 30 km Skiathlon, 27. Platz 50 km klassisch Massenstart
- 2025 Trondheim: 2. Platz Staffel, 20. Platz 20 km Skiathlon

## Siege bei Continental-Cup-Rennen
| Nr. | Datum            | Ort      | Disziplin                       | Serie    |
| --- | ---------------- | -------- | ------------------------------- | -------- |
| 1.  | 8. Januar 2012   | Arvieux  | 15 km klassisch Verfolgung      | Alpencup |
| 2.  | 9. Dezember 2023 | Ulrichen | 10 km klassisch Individualstart | Alpencup |

## Platzierungen im Weltcup

### Weltcup-Statistik
Die Tabelle zeigt die erreichten Platzierungen im Einzelnen.
- 1.–3. Platz: Anzahl der Podiumsplatzierungen
- Top 10: Anzahl der Platzierungen unter den ersten zehn
- Punkteränge: Anzahl der Platzierungen innerhalb der Punkteränge
- Starts: Anzahl gelaufener Rennen in der jeweiligen Disziplin
- Hinweis: Bei den Distanzrennen erfolgt die Einordnung gemäss FIS.

| Platzierung               | Distanzrennen a | Distanzrennen a | Distanzrennen a | Distanzrennen a | Distanzrennen a | Skiathlon Verfolgung | Sprint | Etappen- rennen b | Gesamt | Team   | Team    |
| Platzierung               | ≤ 5 km          | ≤ 10 km         | ≤ 15 km         | ≤ 30 km         | > 30 km         | Skiathlon Verfolgung | Sprint | Etappen- rennen b | Gesamt | Sprint | Staffel |
| ------------------------- | --------------- | --------------- | --------------- | --------------- | --------------- | -------------------- | ------ | ----------------- | ------ | ------ | ------- |
| 1. Platz                  |                 |                 |                 |                 |                 |                      |        |                   |        |        |         |
| 2. Platz                  |                 |                 |                 |                 |                 |                      |        |                   |        |        |         |
| 3. Platz                  |                 |                 |                 |                 |                 |                      |        |                   |        |        | 1       |
| Top 10                    | 1               |                 | 1               | 1               |                 | 2                    |        |                   | 5      |        | 7       |
| Punkteränge               | 1               | 13              | 30              | 11              | 5               | 21                   | 1      | 12                | 94     |        | 9       |
| Starts                    | 4               | 20              | 67              | 17              | 8               | 48                   | 43     | 22                | 229    |        | 9       |
| Stand: Saisonende 2024/25 |                 |                 |                 |                 |                 |                      |        |                   |        |        |         |

### Weltcup-Gesamtplatzierungen
| Saison  | Gesamt | Gesamt | Distanz | Distanz | Sprint | Sprint |
| Saison  | Punkte | Platz  | Punkte  | Platz   | Punkte | Platz  |
| ------- | ------ | ------ | ------- | ------- | ------ | ------ |
| 2013/14 | 39     | 100.   | 39      | 60.     | -      | -      |
| 2014/15 | 121    | 53.    | 85      | 39.     | -      | -      |
| 2015/16 | 164    | 42.    | 94      | 37.     | 6      | 89.    |
| 2016/17 | 133    | 46.    | 87      | 39.     | -      | -      |
| 2017/18 | 125    | 47.    | 103     | 32.     | -      | -      |
| 2018/19 | 33     | 95.    | 33      | 62.     | -      | -      |
| 2019/20 | 181    | 39.    | 120     | 29.     | -      | -      |
| 2020/21 | 68     | 64.    | 48      | 50.     | -      | -      |
| 2021/22 | 142    | 40.    | 90      | 29.     | -      | -      |
| 2022/23 | 126    | 102.   | 126     | 58.     | -      | -      |
| 2023/24 | 223    | 74.    | 223     | 45.     | -      | -      |
| 2024/25 | 223    | 75.    | 223     | 42.     | -      | -      |